# Ero pensacolae
Ero pensacolae là một loài nhện trong họ Mimetidae.
Loài này thuộc chi Ero. Ero pensacolae được miêu tả năm 1935 bởi Ivie & Barrows.